# Кришталевий собор
Кришталевий собор (англ. Crystal Cathedral) — римо-католицький собор у місті Гарден-Гров, штат Каліфорнія. Архітектор — Філіп Джонсон (Philip Johnson). Будівля збудована у стилі постмодернізм. Для зведення використано приблизно 10 000 скляних блоків. Місткість храму — 2900 вірян.
Будівництво храму велося з 1977 до 1980 років. Первинно храм належав пресвітеріанській Реформатській Церкві Америки. 2010 року Реформатській Церкві стало загрожувати банкрутство, тому в середині листопада 2011 церква була продана за 57,5 млн. доларів римо-католицькій єпархії Оріндж. За планами храм буде переобладнаний для католиків до 2017 року та отримає нову назву — Собор Христа..

## Галерея

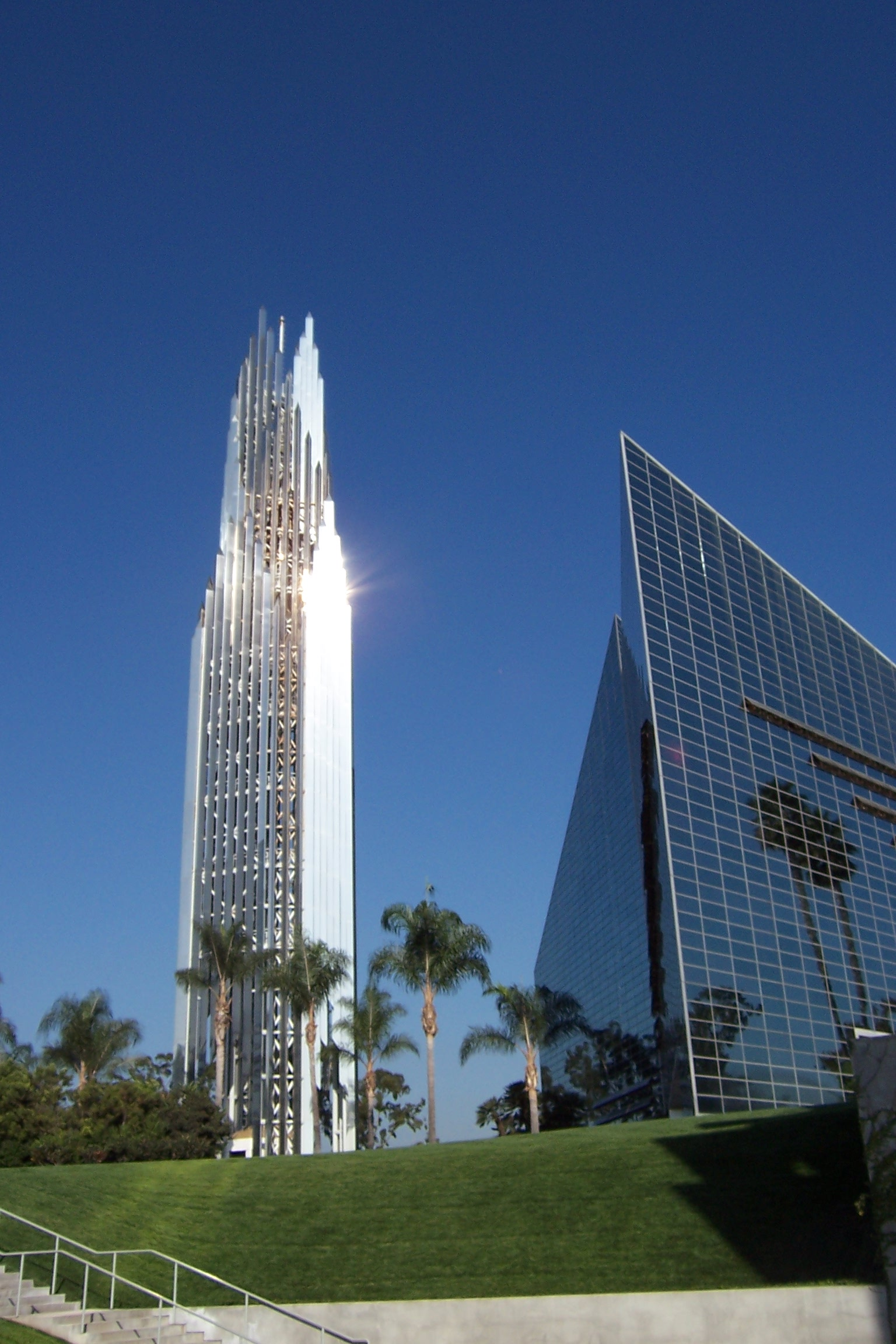
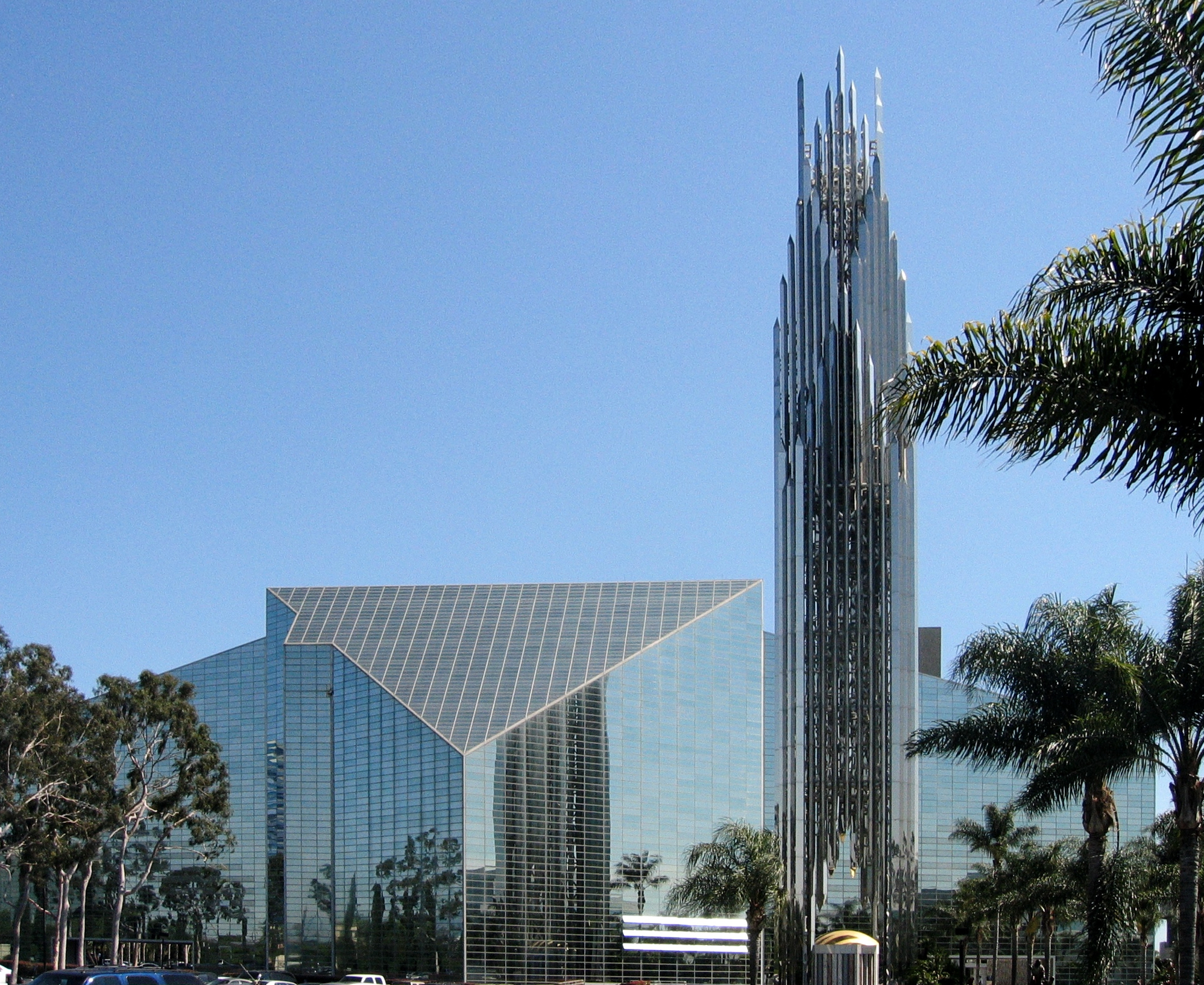
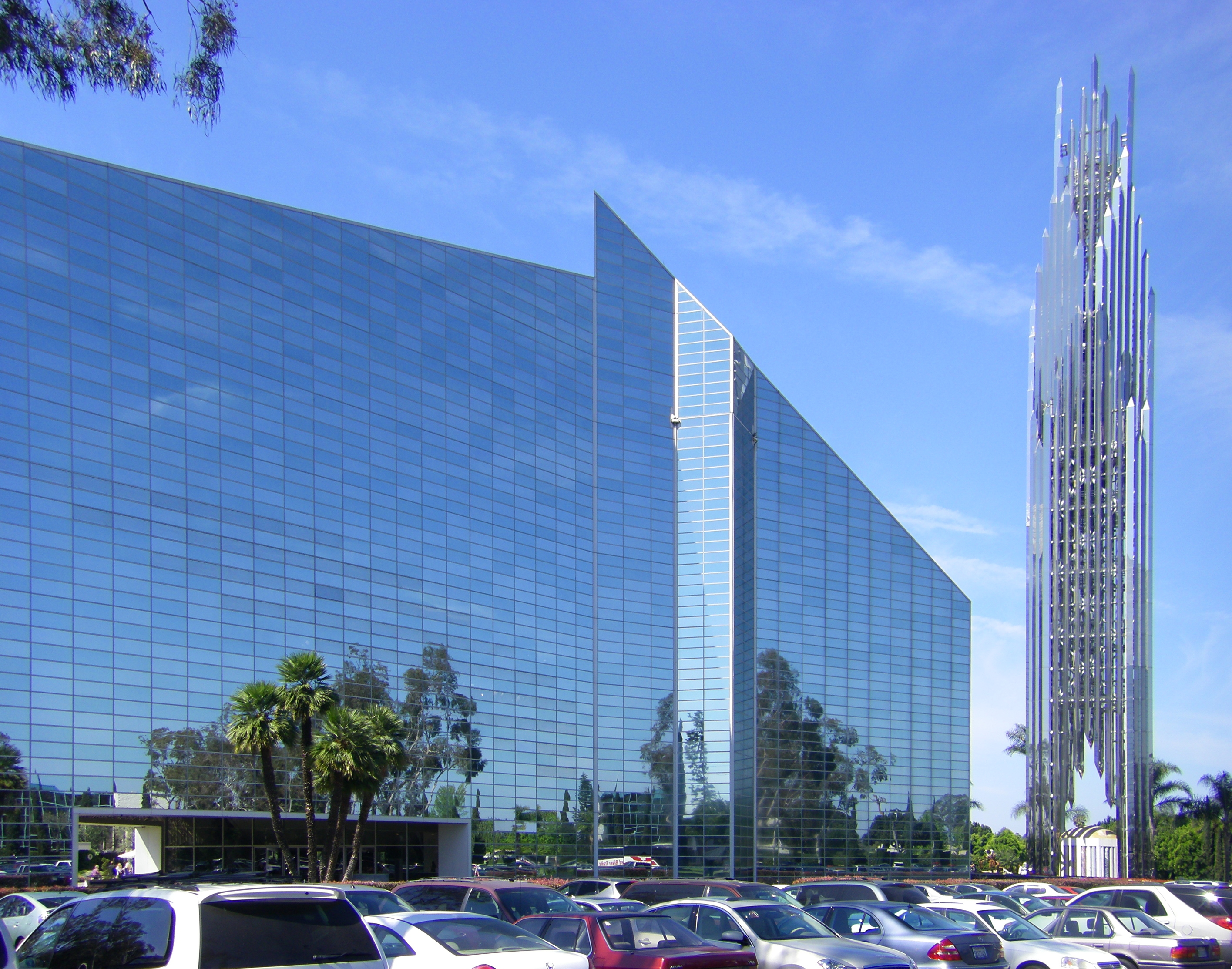
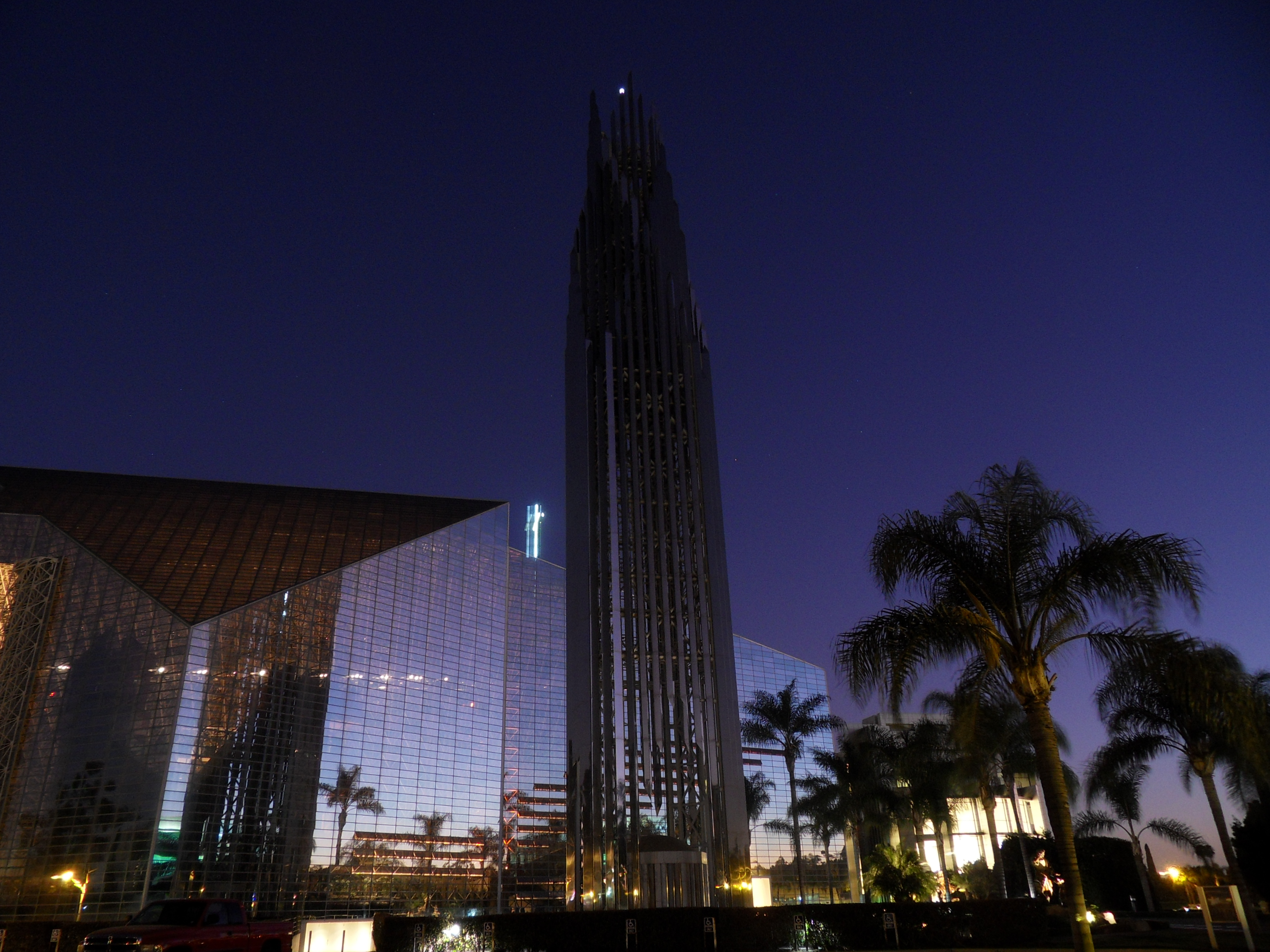
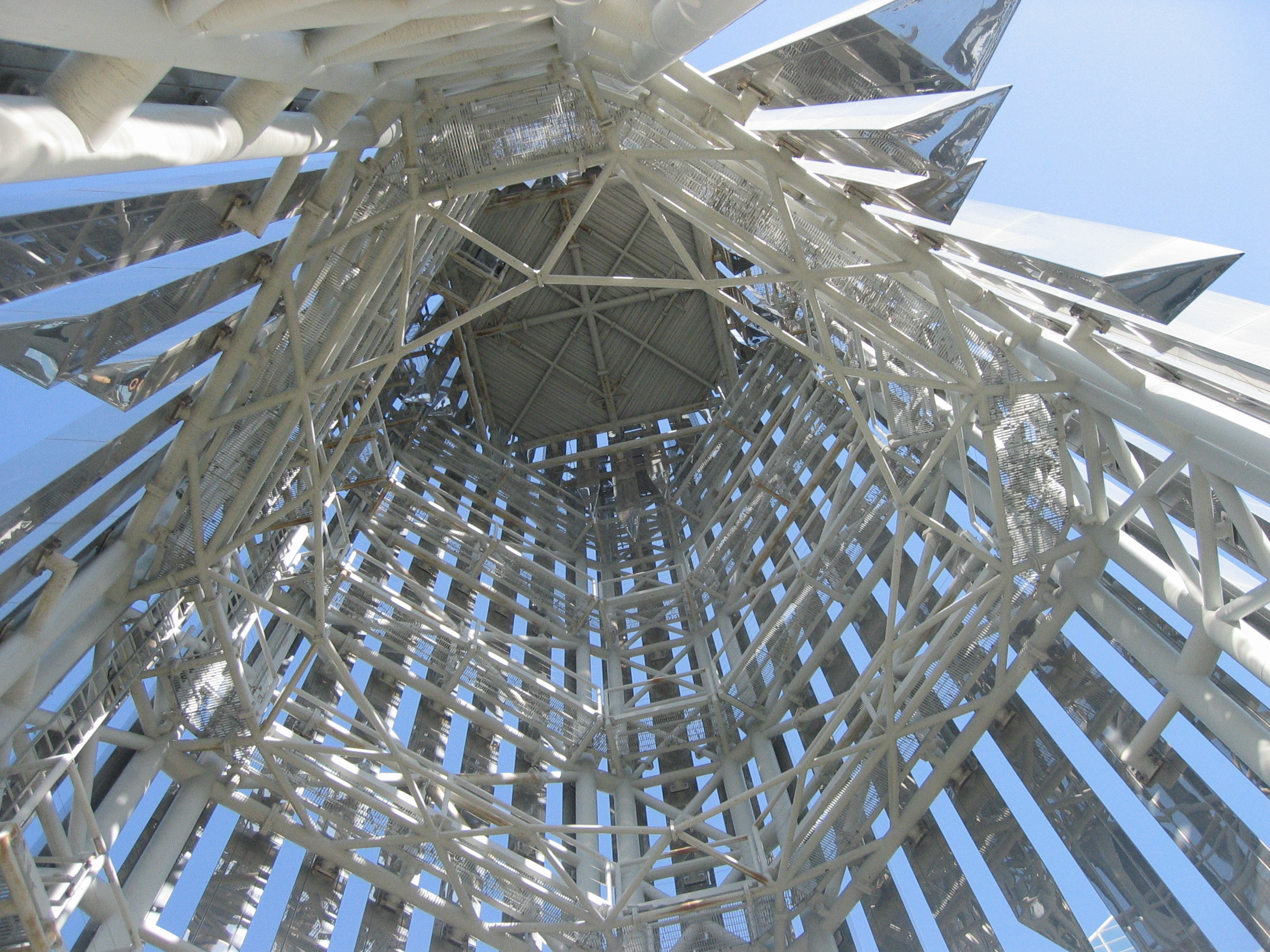

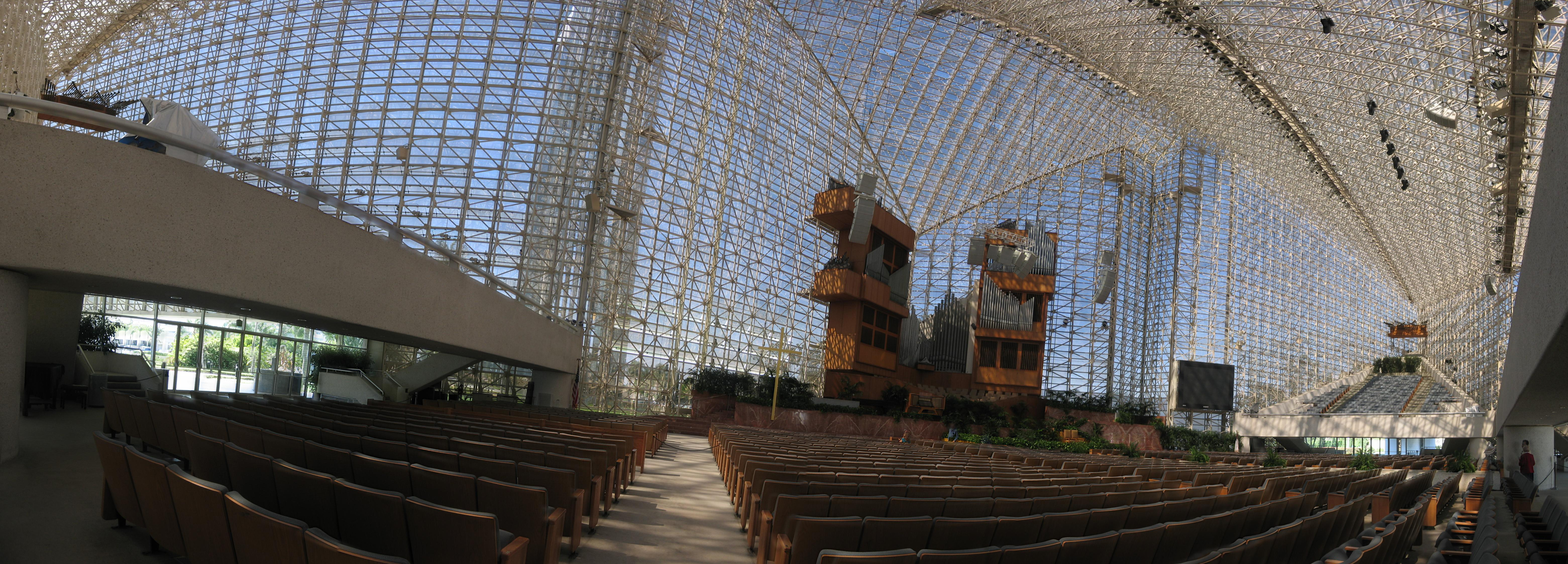
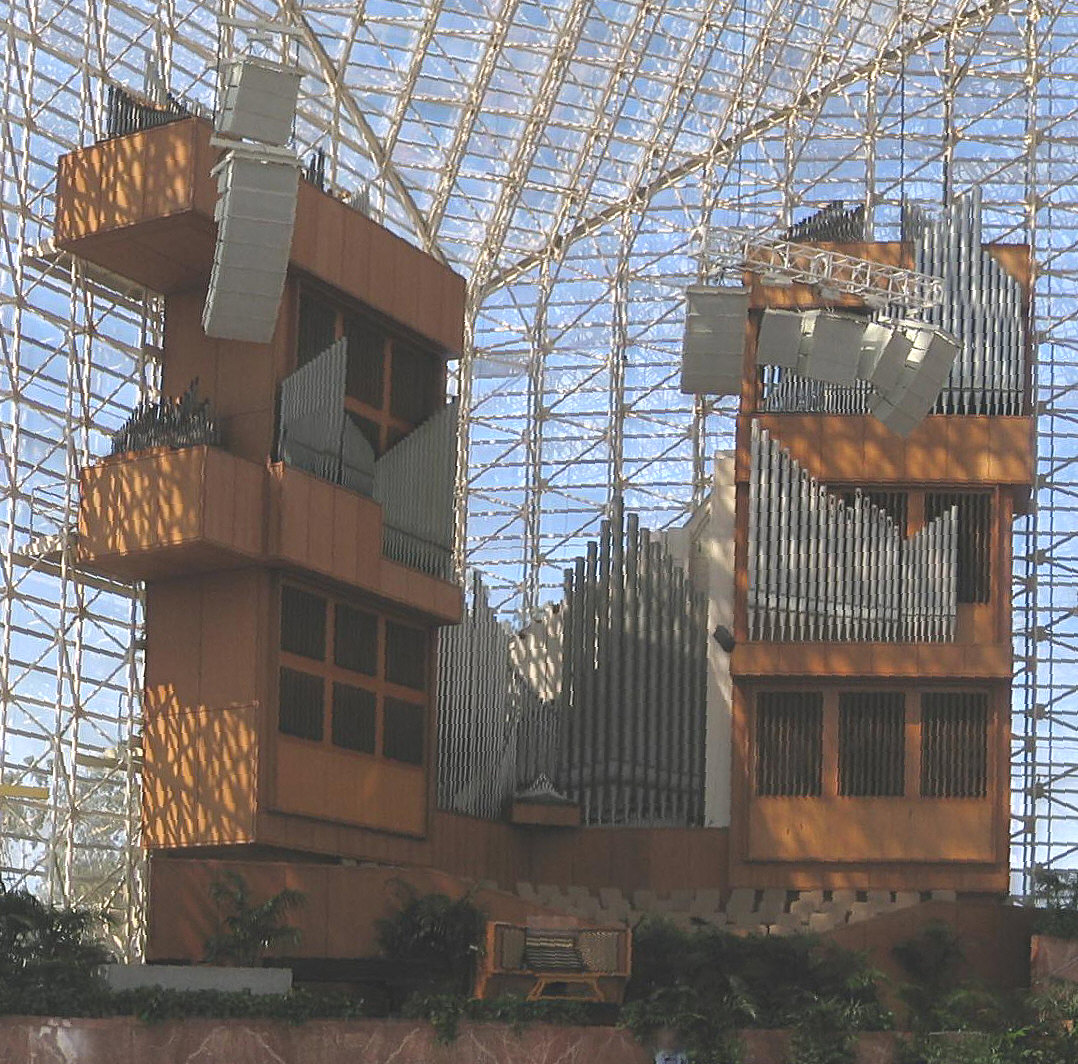
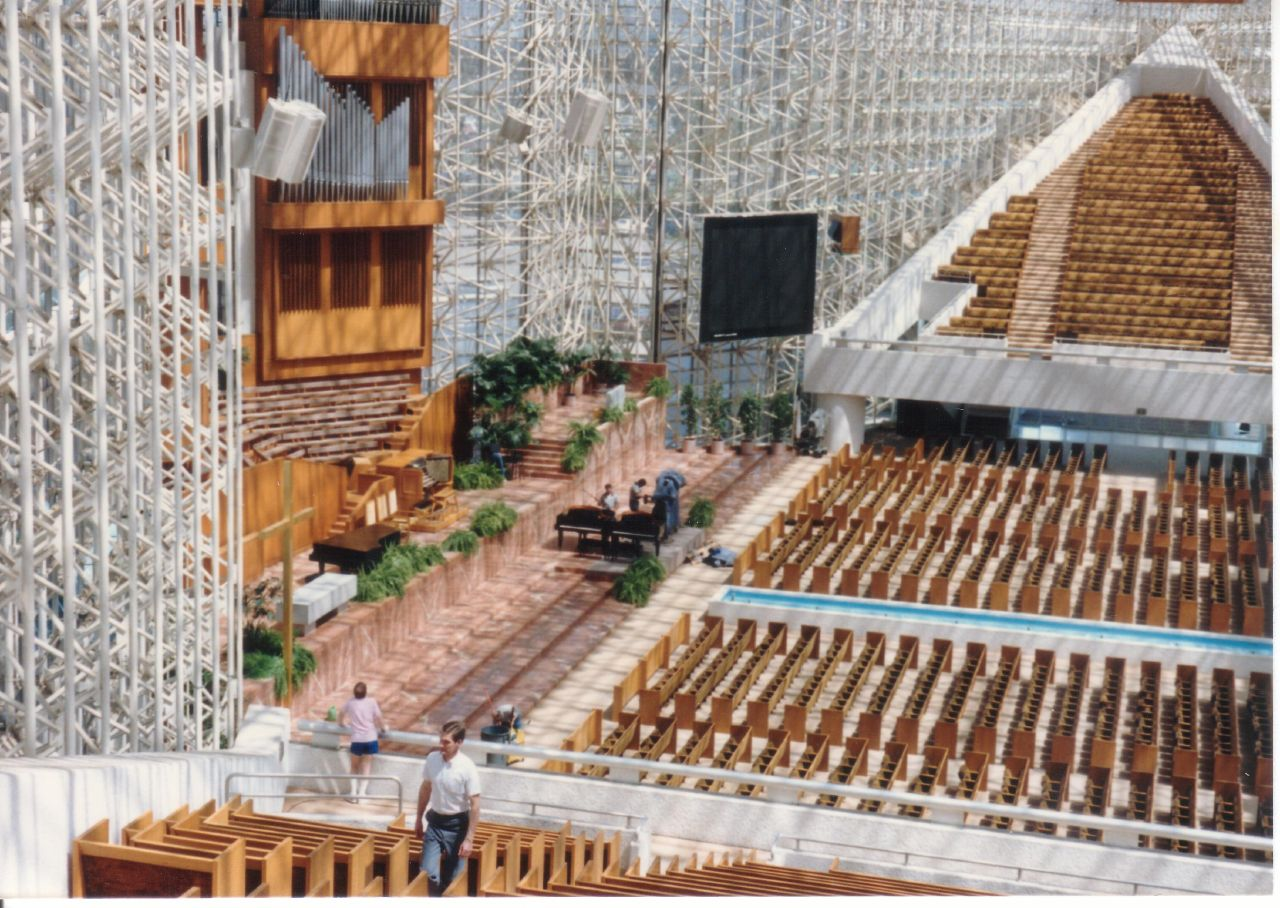
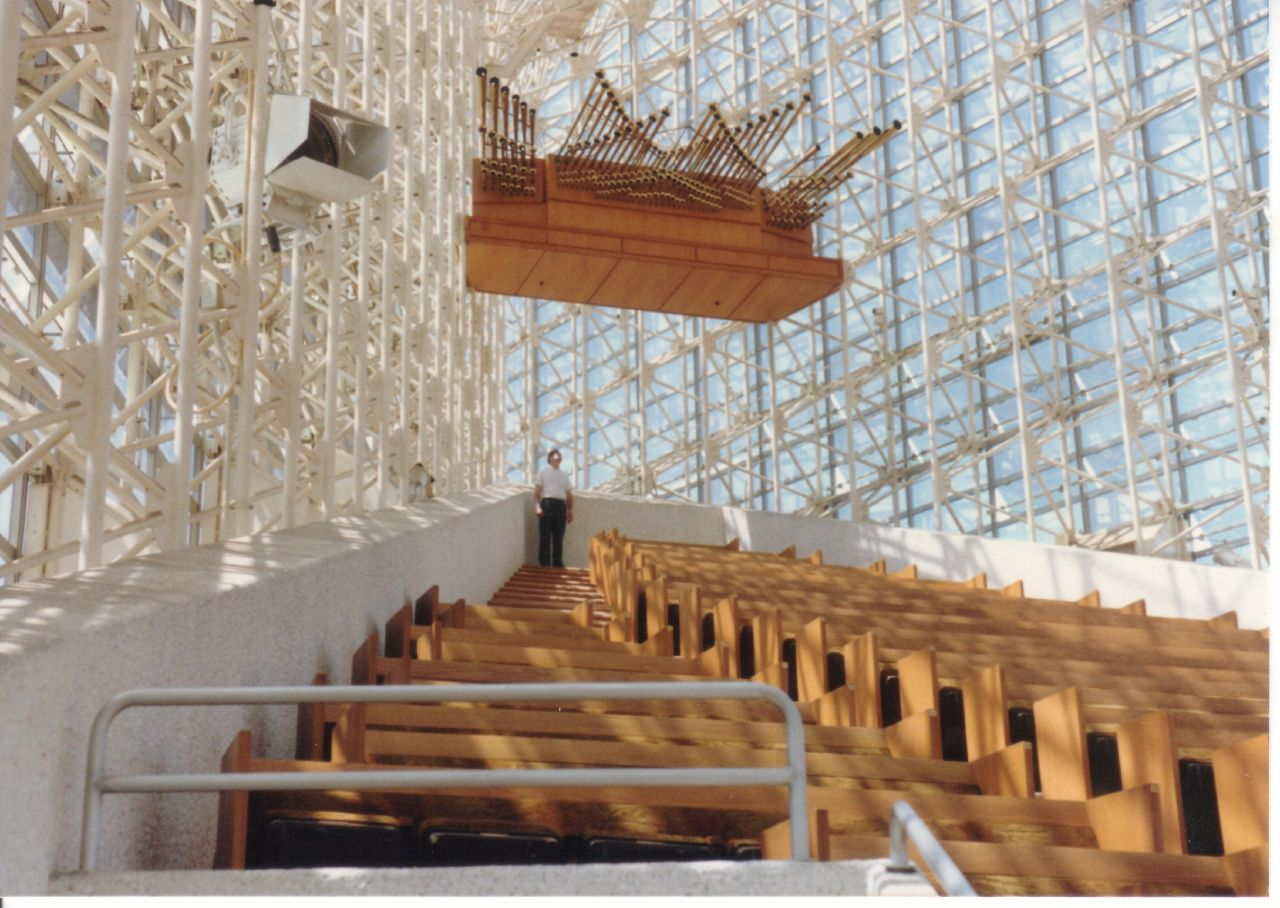
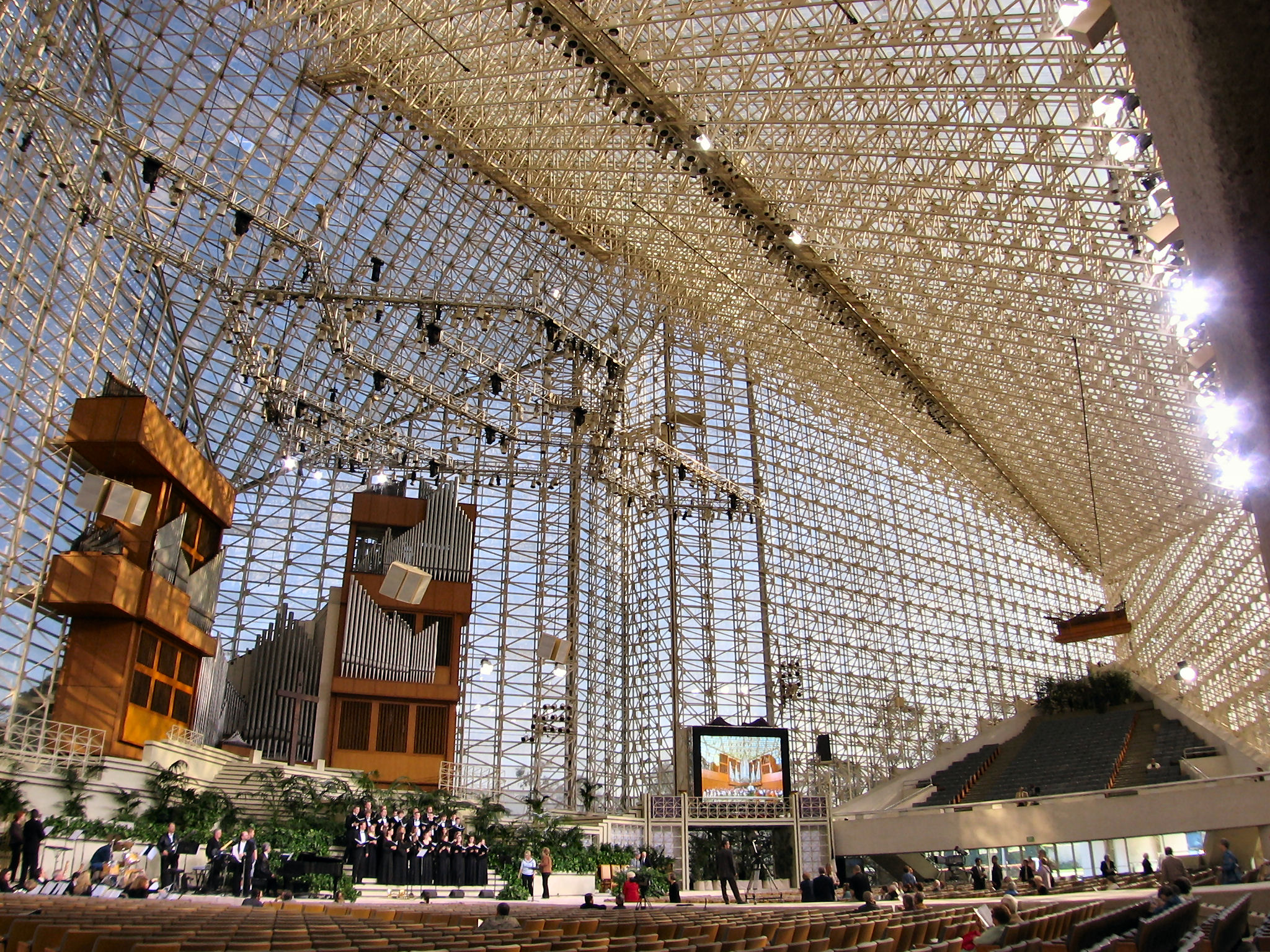

- Храм зовні

- Храм усередині